# Fighting system
Fighting system is een jiujitsu wedstrijdvorm waarbij twee jitsuka's het tegen elkaar opnemen in een gevecht.
Dit gevecht bestaat uit drie fasen: een karate-gedeelte (atemi, trappen en stoten), een judo-gedeelte (pakken en werpen) en een deel grondtechniek (Ne-Waza).